# 宏洋 (人物)
宏洋（ひろし、本名：大川 宏洋、1989年〈平成元年〉2月24日 - ）は、日本の俳優、YouTuber。
東京都練馬区出身。青山学院大学法学部卒業。所属は宏洋企画室。父は幸福の科学名誉総裁である大川隆法。母は幸福実現党で党首を務めた大川きょう子。

## 経歴
東京都練馬区出身。父は幸福の科学総裁の大川隆法で、5人兄弟の長男。母は大川きょう子。祖父は宗教家の善川三朗。親戚（大叔母）に作家の中川静子がいる。2012年（平成24年）3月、青山学院大学法学部を卒業。同年4月に幸福の科学の教団職員になる。
2013年（平成25年）3月、教団を離れ、一般企業に勤務。2014年（平成26年）、結婚して一子をもうけるも2015年（平成27年）に離婚。同年12月、一般企業を退職。2016年（平成28年）1月、教団へ復職。
2017年（平成29年）3月、舞台俳優としての活動を開始。同年12月に再び教団を退職。2018年（平成30年）から芸名を「大川宏洋（おおかわ ひろし）」から「宏洋（ひろし）」に変更し、自身の個人事務所を設立した。同年、東京都赤坂でバーの経営も開始。
2019年（令和元年）からYouTuber、2021年（令和3年）からはホストとしても活動を開始。2023年（令和5年）4月、渋谷区議会議員選挙に立候補したが、1038票の40位（定数34）で落選。2024年（令和6年）5月から劇団「ボクらの罪団」に所属となる。

## 出演
特筆がない限り、2018年7月以前は大川宏洋名義、それ以降は宏洋名義。

### 映画

#### 幸福の科学の作品
- 君のまなざし（2017年5月） - 主演・橘朝飛/道円 役
- さらば青春、されど青春。（2018年5月） - 中道真一 役

#### その他の作品
- グレーゾーン（2021年6月） - 灰原龍 役
- しあわせのいえ（2024年公開） - 主演[5]

### 舞台

#### 幸福の科学時代
- 俺と劉備様と関羽兄貴と（2017年3月） - 主演・張飛 役[PR 1]
- 風のうた（2017年） - マッキン 役[PR 1]

#### 独立後
- ザ・アパートメント（2018年） - 内山 役[PR 1]
- アブニール夢見が丘～壁1枚の物語～（2018年） - ユウスケ 役[PR 1]
- 時代劇ミュージカル 新撰組 狂宴哀歌（2019年5月、IMAホール）- 桂小五郎 役[6]
- Voyantroupe第5回本公演 「ヘンリー・リー・ルーカスにまつわる..」（2020年4月、シアターKASSAI）[7]
- TeamAssemble「遠山の金さん 天下を揺るがす女」（2021年3月、ザ・ポケット）[8]
- ボクらの罪団 SPECIAL EDITION 2021『Calling』（2021年12月、コフレリオ新宿シアター）[9]
- Voyantroupe第7回本公演『偏執狂短編集 Ⅴ終』寂色の章「とつおはうたいでもよいものをうった」（2022年10月 - 11月、すみだパークスタジオ倉） - 主演・とつお 役[10]
- ボクらの罪団 第八犯公演『TAKO-BEYA』（2023年11月9日 - 11月12日、シアターグリーンBOX in BOX THEATER） - 主演[11]
- 十年希望〜ぼくらのSentimental Journey 2024〜（2024年6月12日 - 6月16日、上野ストアハウス）[12]

### バラエティ

#### 独立後
- 2018年12月8日、フジテレビ「真夜中の事件簿」出演[13][14]

### ネット配信

#### 独立後
- 2021年、YouTube番組「街録ch〜あなたの人生、教えて下さい〜」出演

### ラジオ

#### 幸福の科学時代
- 2016年7月31日、ラジオ大阪「ハッピージャパン」出演、インタビュー放送[PR 2][PR 3]。
- 2016年7月31日、ぎふチャンラジオ「ハッピーサンデー」出演、インタビュー放送[PR 4]
- 2016年8月7日、ラジオ大阪「ハッピージャパン」出演、インタビュー放送[PR 5]
- 2016年8月28日、ぎふチャンラジオ「ハッピーサンデー」出演、インタビュー放送[PR 6]
- 2016年9月3日・4日 ラジオ番組「天使のモーニングコール」インタビュー放送[PR 7][PR 8]。

## 書籍

### 単著

#### 幸福の科学時代
- 『映画ファイナル・ジャッジメントの秘密に迫る―企画から製作秘話まで』（2012年4月）ISBN 9784863951945
- Novelize小説『君のまなざし』（2017年5月、幸福の科学出版）

#### 独立後
- 幸福の科学との訣別 私の父は大川隆法だった（2020年3月12日、文藝春秋）
- 神になりたかった男 回想の父・大川隆法（2023年9月28日、幻冬舎）

### 共著

#### 幸福の科学時代
- 『幸福の科学の未来を考える すべては愛からはじまる』（大川隆法共著、2011年9月、幸福の科学出版）ISBN 9784863951518
- 『「君のまなざし」オフィシャル・メイキングブック』（〔監修〕大川 宏洋、「君のまなざし」製作プロジェクト 編(著)、2017年4月17日、幸福の科学出版）ISBN 9784863958944

## 製作

### 映画

#### 幸福の科学の作品
- 映画『仏陀再誕』脚本、2008年7月
- 映画『ファイナル・ジャッジメント』原案・脚本、2012年
- 映画『君のまなざし』原作・脚本、2016年

#### その他の作品
- 映画『グレーゾーン』監督・脚本、2021年6月4日

### 舞台

#### 幸福の科学時代
- 舞台劇『俺と劉備様と関羽兄貴と』脚本、2016年

#### 独立後
- 舞台 ボクらの罪団 SPECIAL EDITION 2021『Calling』作・演出（2021年12月、コフレリオ新宿シアター）[9]

### 音楽

#### 幸福の科学の作品
- 『Revolution!!』

作詞・作曲・ボーカル：大川宏洋
レーベル: SUNLIGHT（ニュースター・プロダクション）
発売日：2016年8月31日（2016年9月7日）
規格品番： SLTCD-0007
EAN 4589481640067、JAN 4589481640067
- 『「君のまなざし」コンピレーションシングル』

映画「君のまなざし」主題歌「君のまなざし」、ボーカル：大川宏洋
同 挿入歌「不思議なあなた」ボーカル：春宮みずき
レーベル: SUNLIGHT 、発売日：2017年4月20日
規格品番： SLTCD-0008
EAN 4589481640074、JAN 4589481640074、ASIN B06Y3RCX94

#### その他の作品
- 『Lil 宗教 Jr. (feat. 宏洋)』

作詞・作曲・ボーカル：Marukido、宏洋
配信日：2020年1月17日
- 『金ください』

作詞：らんらん
作曲：マコP
ボーカル：宏洋
配信日：2020年8月31日
- 『鍵を探して(feat.宏洋)』

作詞・作曲・ボーカル：宏洋
レーベル: ボーフラレコード
配信日：2020年12月12日
- 『宏洋 ft.トマホーク「狂霊言」』

作詞・作曲・ボーカル：トマホーク、宏洋
配信日：2023年8月14日